# Cambridge Theatre
Cambridge Theatre – teatr na West Endzie w Londynie, wybudowany w latach 1929-30. Pierwsze przedstawienie odbyło się 4 września 1930 roku. Trzypoziomowa widownia może pomieścić 1231 osób.
Od 2000 jest częścią Really Useful Theatres, grupy teatrów zarządzanych przez spółkę kompozytora Andrew Lloyda Webbera. We wrześniu 2000 swoją światową prapremierę miał tu musical The Beautiful Game, napisany przez Webbera i Bena Eltona. Nie odniósł jednak wielkiego sukcesu i zszedł z afisza po 11 miesiącach.
Teatr znany jest przede wszystkim z wystawianych tu słynnych musicali amerykańskich. Swoje londyńskie premiery miały tu Fame i Chicago, przez trzy lata na scenie Cambridge gościło też Grease. Od 2006 "lokatorem" teatru było wznowienie Chicago na West Endzie (mająca premierę w 1997 w Adelphi Theatre, skąd po dziewięciu latach została przeniesiona do Cambridge Theatre). Od 24 listopada 2011 roku na deskach teatru wystawiany jest musical Matilda.